# Pietre di Ica

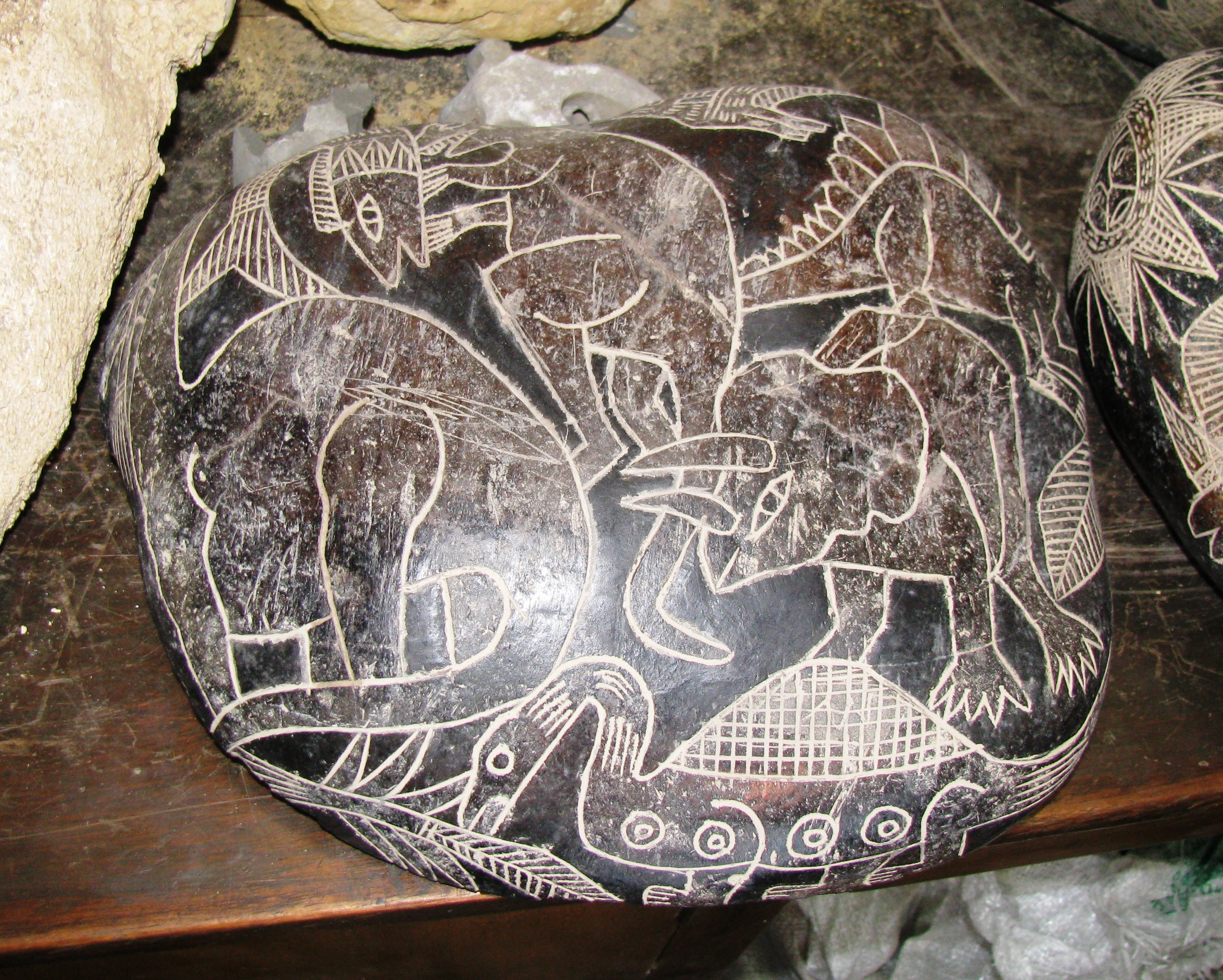
Una delle pietre di Ica con la raffigurazione di alcuni dinosauri.

Le pietre di Ica sono una collezione di pietre di andesite recanti una serie di incisioni superficiali, fra cui rappresentazioni di dinosauri e tecnologia avanzata. Sono state suppostamente scoperte in una grotta, dall'ubicazione sconosciuta, vicino alla città di Ica, in Perù, e rese note dal medico peruviano Javier Cabrera Darquea. Nonostante sia stato riferito che una piccola quantità di pietre simili sia stata portata in Spagna nel sedicesimo secolo, le pietre che mostrano anacronismi sono considerate una bufala moderna, creata da agricoltori peruviani.

## La scoperta
Il medico Javier Cabrera sostenne nel 1966 di aver ricevuto in regalo una pietra da un contadino locale. Sulla pietra era incisa la figura di un pesce che secondo Cabrera era di un pesce appartenente ad una specie estinta da tempi immemorabili. Sempre secondo Cabrera, altre 205 pietre descrivono una parte della metamorfosi di questo pesce.
Disse di averne successivamente acquistate diverse dallo stesso contadino, Basilio Uchuya, che affermò di averne raccolte molte altre dalla riva di un fiume dopo un'alluvione. La provenienza reale delle pietre è rimasta sconosciuta, e nessuno (tranne forse Cabrera) conosce il luogo da dove sarebbero state raccolte.

## La raccolta di Cabrera
Cabrera raccolse moltissime di queste pietre, e ne parlò alla comunità archeologica come di una scoperta. Le loro incisioni furono giudicate fuori dal comune: alcune riprendevano uomini che combattevano con dinosauri, uomini con telescopi e che eseguivano operazioni con attrezzature chirurgiche. Su altre erano incise mappe di continenti sconosciuti. Diverse pietre furono inviate in Germania per verificare la loro datazione, punto cruciale perché Cabrera affermava che le pietre sembravano più vecchie dei più antichi esemplari di homo sapiens conosciuti.
Cabrera dichiarò che Basilio Uschuya, un agricoltore locale, portò le pietre alla sua attenzione dopo averle trovate in una grotta. Uschuya fu in seguito arrestato con l'accusa di vendere reperti archeologici appartenenti al governo peruviano, e ammise di averle fabbricate lui stesso, dichiarando che “creare queste pietre è più facile che lavorare la terra”.
Nel 1973 Uschuya confermò di aver contraffatto le pietre in un'intervista con Erich von Däniken, copiando le immagini da fumetti, libri di testo e riviste.
Nel 1977, nel documentario della BBC “Pathway to the Gods”, Uschuya creò una Pietra di Ica “autentica” con un trapano da dentista e dichiarò di aver prodotto la patina cuocendo le pietre in sterco di vacca.
Le Pietre di Ica catturarono l'interesse popolare quando Cabrera abbandonò la sua carriera medica ed aprì, nel 1996, un museo dove sono esposte migliaia di pietre.
Nel 1998 l'investigatore spagnolo Vincente Paris dichiarò, dopo quattro anni di investigazioni usando microfotografie, che le pietre sono una bufala, rilevando tracce di pittura moderna e carta vetrata nelle incisioni. Inoltre, la maggioranza delle pietre sono state suppostamente ritrovate in letti di fiumi o altri luoghi esterni, e se davvero si trattasse di pietre eccezionalmente antiche la permanenza all'esterno avrebbe dovuto eroderle sostanzialmente.

## L'opinione del CICAP
I ricercatori del CICAP argomentano che il numero di pietre prodotte sarebbe compatibile con quelle lavorate nel corso di questi ultimi decenni dai numerosi campesinos che hanno ammesso di averne fabbricate, ponendole poi in un pollaio per dar loro una patina di antichità. Inoltre, sempre secondo il CICAP, la qualità e lo stile delle incisioni cambiano col tempo dei ritrovamenti. Ovvero, i dinosauri del 1966 sono intagliati più approssimativamente di quelli recenti, e lo stesso vale per il metodo di incisione, che migliora col tempo dei ritrovamenti. Entrambi questi fatti sarebbero incompatibili col ritrovamento casuale di pezzi appartenenti a un unico periodo storico.